# 搖頭
搖頭是人的肢體語言，其動作是頭部在中央平面兩側來回較快的晃動。許多文化會用中搖頭表示不同意、否認或是拒絕。搖頭也可能表示不贊成或是生氣，多半是速度較慢的搖頭。不過其他文化也有用搖頭表示其他的意涵。

## 用搖頭表示拒絕
不同文化對同一種動作可能會有不同的解讀。用搖頭表示拒絕的範圍較廣，出現在許多不同的语言系属分类中。用搖頭表示拒絕的地方有印度次大陸、中东、非洲、东南亚、东亚、欧洲、南美洲、北美洲及澳大利亚。

## 用搖頭表示同意
在东南欧地區（例如保加利亚及南阿尔巴尼亚），是用搖頭表示同意，而這些地區是用點頭表示不同意。

## 起源
有關用搖頭表示不同意的起源，有許多不同的理論。有一個單純的理論，認為這是常見表達不同意的反應。也有理論提到嬰兒在飢餓時，會上下移動頭部尋找母親的母乳，若已經喝飽了，就會將頭轉向側邊。
《人和動物情感的表現》（The Expression of the Emotions in Man and Animals）是查尔斯·达尔文在1872年所寫，有關搖頭或其他動作的調查。达尔文寫信給世界許多地區的传教士，問他們各地表示特定意思的動作，結論是在許多不同的地區，都用搖頭表示不。
此動作的起源可能很早，在聖經《約伯記》中也有提到：
4 我也能說你們那樣的話；你們若處在我的境遇，我也會聯絡言語攻擊你們，又能向你們搖頭。

5 但我必用口堅固你們，用嘴消解你們的憂愁。
—約伯記16:4–5